# Ceryx leugalea
Ceryx leugalea är en fjärilsart som beskrevs av Holland. Ceryx leugalea ingår i släktet Ceryx och familjen björnspinnare. Inga underarter finns listade i Catalogue of Life.